# Meroe

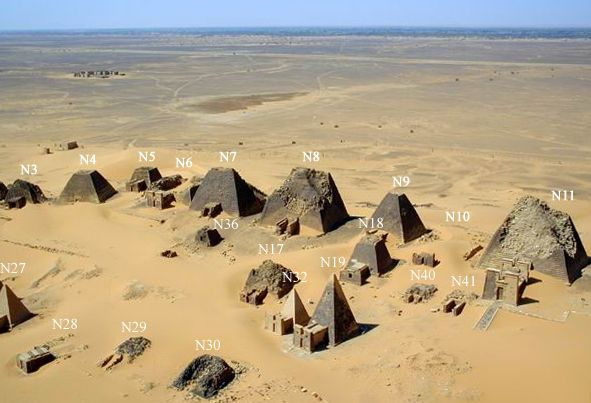
Severní nekropole s pyramidami

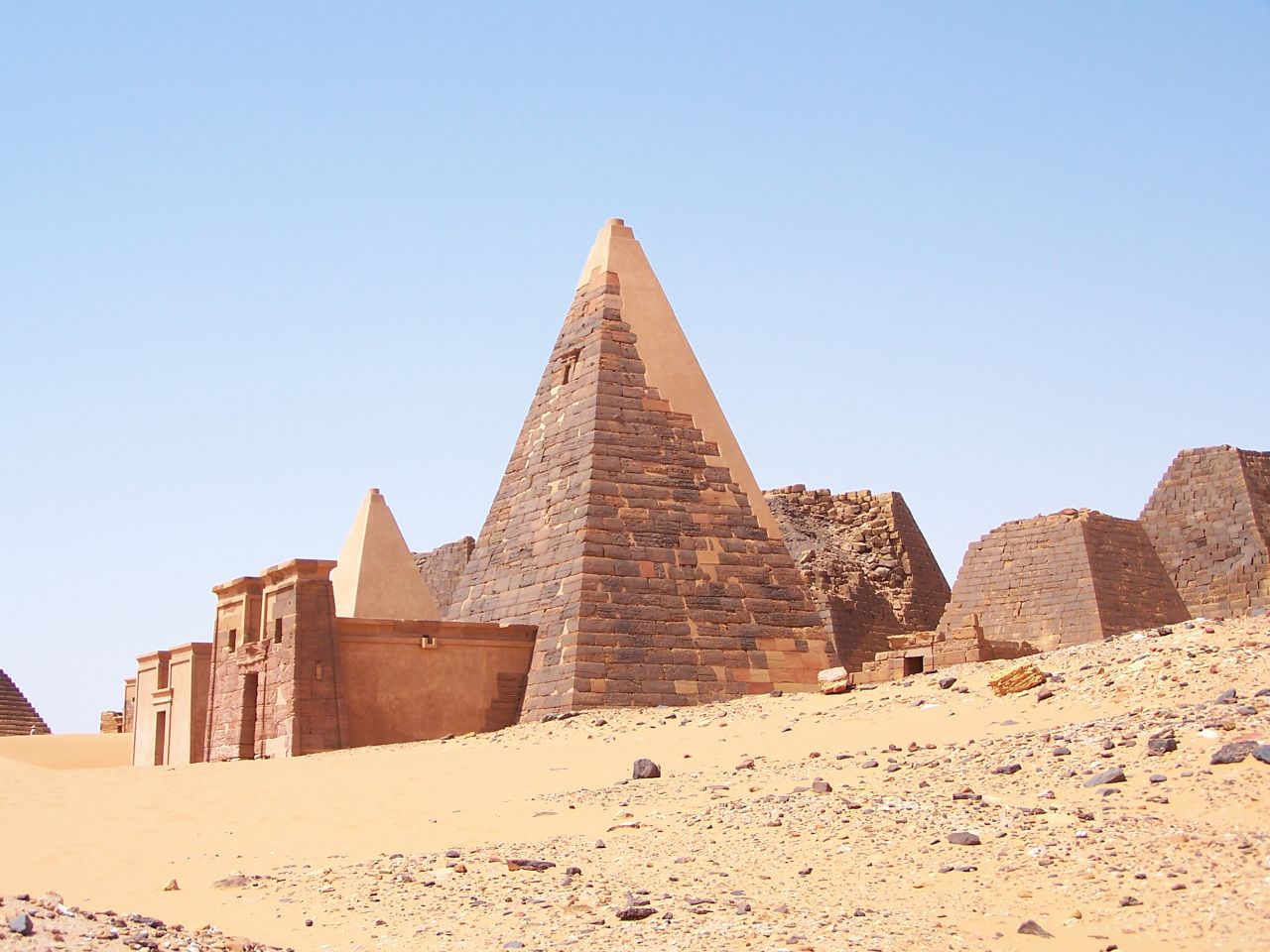
Pohled na pyramidu v Meroe

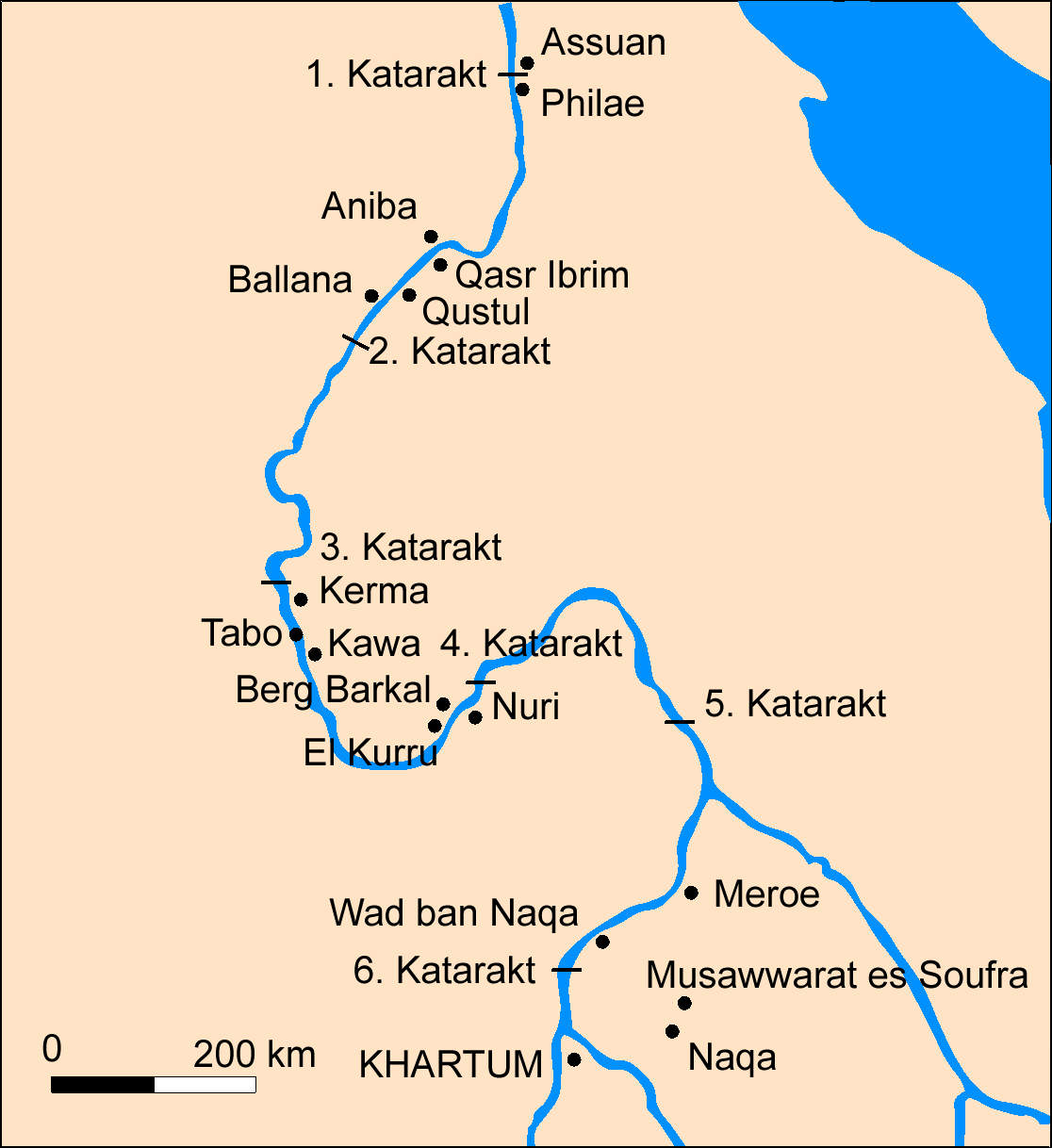
Poloha na mapě

Meroe bylo hlavní město starověkého núbijského království Kuš. Zbytky tohoto města leží na východním břehu Nilu, pod jeho 6. kataraktem, asi 6 km severně od města Kabušíja v dnešním Súdánu. Archeologické práce, které zde začaly roku 1902, odhalily budovy a ulice, chrám zasvěcený bohu Amonovi, paláce a přístavní hráz. Ve třech nekropolích 4 km východně od města je asi 200 pyramid. Pyramidy a další vykopávky v Meroe jsou od roku 2011 zapsány v Seznamu světového dědictví UNESCO.

## Historie
V tomto, kdysi významném městě sídlili po útěku z Egypta roku 600 př. n. l. Kušité. S sebou si přinesli umění stavět pyramidy, na rozdíl od Egypťanů však své vládce a jejich rodiny nepochovávali v pohřebních komorách uvnitř pyramid, nýbrž pod nimi. Obyvatelé Meroe prosluli také jako dovední zpracovatelé železa. Přečkali římský vpád, kolem roku 350 n. l. však jejich zemi dobyli křesťané z etiopského Aksumu a jejich národ pak zřejmě zcela vymřel, mnozí nicméně spojují merojštinu s původním jazykem Kušitů.